# Rolando Mellafe Rojas
Rolando Bernardo Mellafe Rojas (Santiago; 19 de mayo de 1929 - Santiago; 30 de octubre de 1995) fue un historiador chileno de ascendencia palestina, Premio Nacional de Historia en 1986.
Se tituló de profesor en Historia y Geografía en la Universidad de Chile en 1958, institución en la que trabajaría hasta el fin de sus días. Fue alumno del historiador Guillermo Feliú Cruz. Su investigación histórica se especializó en temas poco escrutados por la historiografía política tradicional, siendo la demografía histórica su mayor especialidad, llegando su libro La esclavitud en Hispanoamérica a un clásico universal en el tema traducido al inglés y japonés.
Se le conoce principalmente en Chile por sus manuales de historia y geografía, de los que estudiaron muchos años los alumnos chilenos. Dejó además muchos discípulos de gran valer en el campo historiográfico, entre ellos Germán Colmenares, y por todas las razones anteriores se le entregó el Premio Nacional de Historia en 1986.
Se casó con María Teresa González, también historiadora, teniendo descendencia